# مسجد سورا
مسجد سورا هو مسجد في قرية غورغاسا التي تتبع لمدينة غورهات اوبازلا في منطقة ديناجبور من بنغلاديش.

## الموقع والتاريخ
مسجد سورا يوجد في قرية غورغاسا التي تتبع لمدينة غورهات اوبازلا في منطقة ديناجبور، تبعد حوالي 6 كيلومتر من مقر مديتة اوبازلا، وعلى الرغم من أن المسجد غير مزين أو مزخرف، الا أن تاريخ بناء مسجد سورا يعود إلى أوائل القرن السادس عشر الميلادي، في ضوء الروابط الوثيقة مع الآثار المؤرخة في ذلك الوقت، مؤخرا تم اكتشاف نقش من وقت حكم علي الدين حسين شاه والمؤرخة في عام 910 هـ الموافق 1504 في قرية شمباتالي على بعد بضعة أميال من المكان، وهذا النقش يؤرخ لبناء المسجد، وإذا أخذ هذا النقش في الاعتبار فلابد أن يكون له اتصال مع مسجد سورا الذي يفارض أنه بني في العام 1504 .

## الوصف
يقف المسجد على تلة مرتفعة عن سطح الأرض والتي تقترب من الشرق منها إلى الغرب بفارق عدد من الخطوات، المسجد ينتمي إلى مجموعة من الغرق المربعة الشكل، يحتوي المسجد على غرفة مساحتها 4.87 متر مربع خصصت لأداء الصلاة ، يحتوي جدار القبلة على ثلاثة محاريب، بني المحراب من الحجر اداخل إطار مستطيل، وبنية الجدران من الطوب مع ألواح الحجر من الداخل، الأسطح الخارجية لديها بعض الأدلة على أعمال نحت غنية بالطين التقليدي نفذ فيها، أما الواجهة الخارجية فهي مكسوة بالحجر والطين، أما الماذن فهي مثمنة الزاويا، ويعد المسجد المثال الوحيد للعمارة التي بنيت من الطوب والحجر في بنغلاديش.

## وصلات خارجية
- موقع المسجد
- عن المسجد
- صور المسجد